# Łęg (Krępna)
Łęg – część wsi Krępna w Polsce położona w województwie opolskim, w powiecie krapkowickim, w gminie Zdzieszowice.
W latach 1975–1998 Łęg administracyjnie należał do ówczesnego województwa opolskiego.